# Preuswald

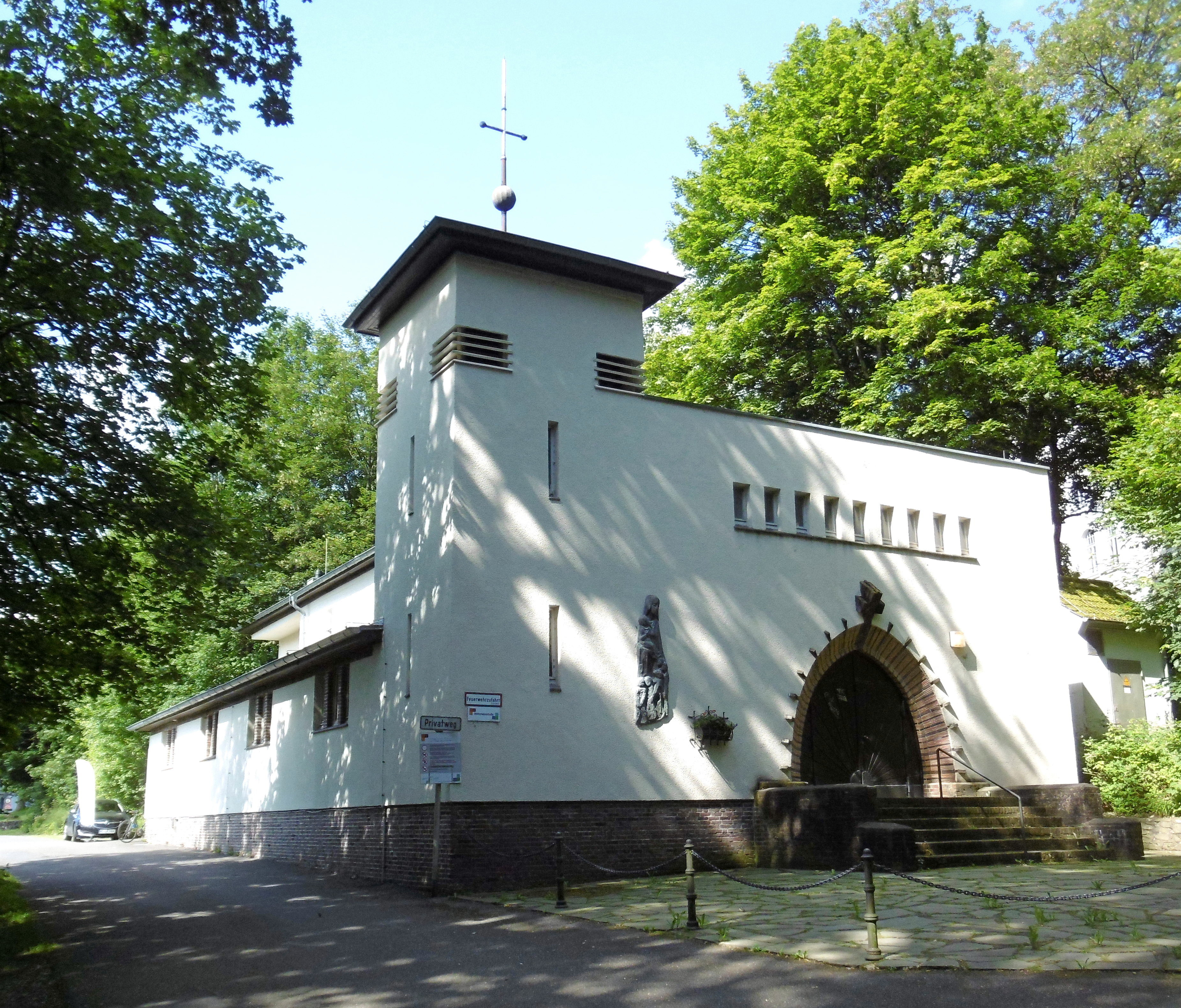
Maria Geboortekapel

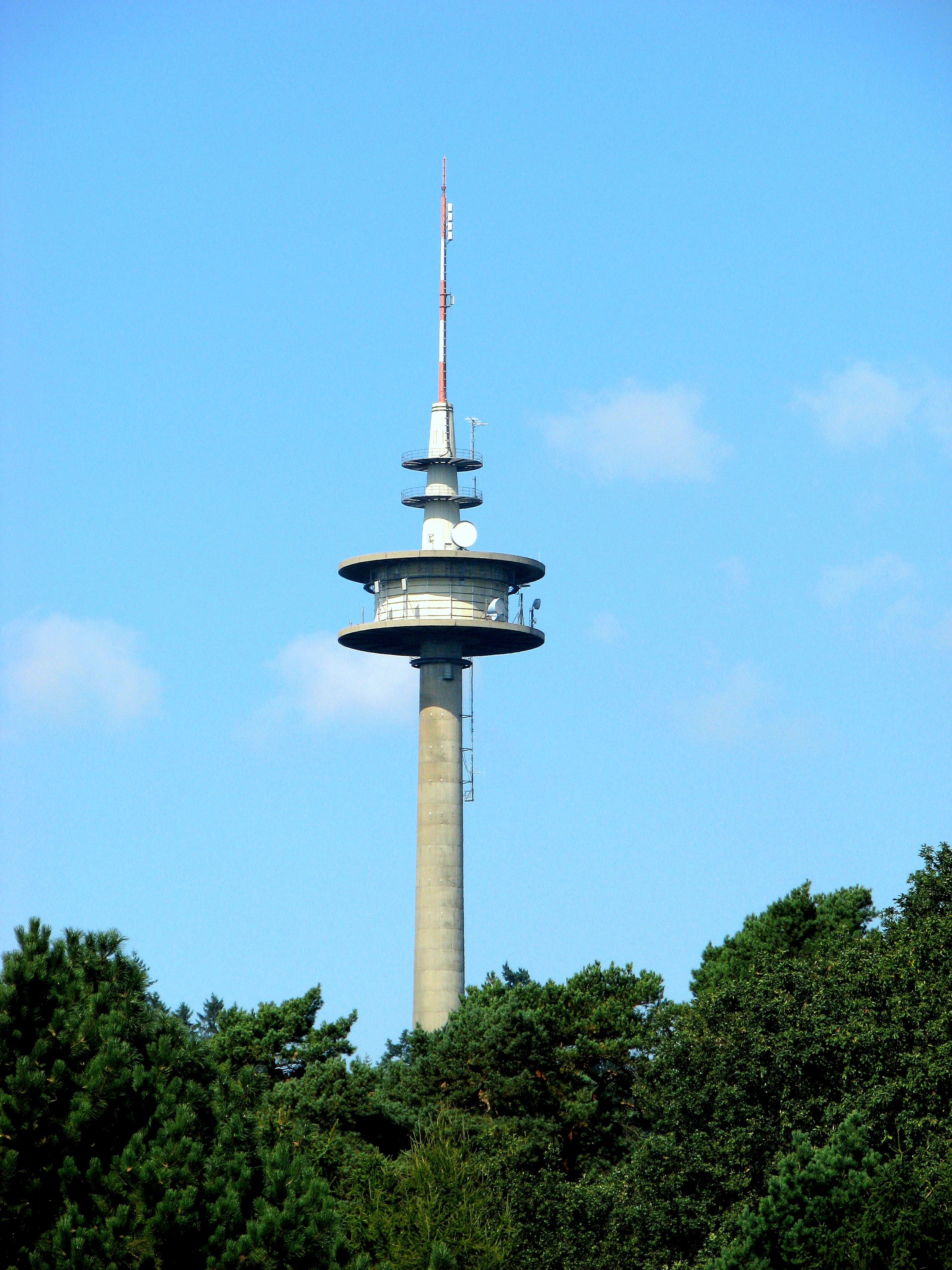
Mulleklenkes

Preuswald is een plaats in het stadsdeel Aachen-Mitte in de Duitse gemeente Aken, gelegen nabij het gelijknamige bos en het Aachener Wald.
Einde 19e eeuw ontstond hier een luchtkuuroord voor de rijkere bevolking van Aken. Hiertoe werd het Kaiser-Wilhelm-Genesungsheim opgericht, waaruit zich later het Centrum voor Kinder-, Jeugd- en Gezinshulp Maria im Tann (Maria der Dennen) ontwikkelde. Tot 1995 werd dit bestuurd door de Zusters van het Arme Kind Jezus, vervolgens vanuit een stichting.
Bij dit centrum hoorde de in 1930 gebouwde Maria Geboortekapel, welke in 1969 een hulpkerk werd.
In de jaren '60 en '70 van de 20e eeuw werd te Preuswald een woonwijk gebouwd. Een verdere merkwaardigheid is de Mulleklenkes, een hoge telecommunicatietoren. Preuswald ligt op 2,5 km afstand van het Drielandenpunt.
Van 1990-2002 was Preuswald een zelfstandige parochie, waartoe ook de grensnederzetting Bildchen behoorde.

## Nabijgelegen kernen
Neu-Moresnet, Hergenrath, Ronheide